# Gouvernement Moreno II
Junte d'Andalousie
Moreno I 
Le gouvernement Moreno II (en espagnol : Segundo Gobierno de Juan Manuel Moreno) est le gouvernement autonome d'Andalousie en fonction depuis le 26 juillet 2022, sous la XIIe législature du Parlement
Il est dirigé par le président conservateur sortant Juan Manuel Moreno, dont le PP est arrivé en tête aux élections parlementaires et dispose de la majorité absolue. Il succède au premier gouvernement Moreno, constitué d'une coalition entre le PP et Ciudadanos et qui disposait du soutien sans participation de Vox.

## Historique du mandat
Ce gouvernement est dirigé par le président de la Junte d'Andalousie conservateur sortant Juan Manuel Moreno. Il est constitué du seul Parti populaire. Il dispose de 58 députés sur 109, soit 53,2 % des sièges du Parlement.
Il est formé à la suite des élections parlementaires du 19 juin 2022.
Il succède donc au premier gouvernement du conservateur Juan Manuel Moreno, au pouvoir depuis janvier 2019, constitué d'une coalition de centre droit entre le Parti populaire et Ciudadanos et soutenu de l'extérieur par Vox.

### Formation
Lors du scrutin parlementaire, le Parti populaire (PP) obtient pour la première fois de son histoire la majorité absolue des sièges au Parlement d'Andalousie, alors que le Parti socialiste ouvrier espagnol d'Andalousie (PSOE-A) au pouvoir de 1982 à 2019 réalisé son plus faible résultat. Les élections marquent également la disparition de Ciudadanos du Parlement et la faible progression de Vox.
Le 21 juillet, Juanma Moreno obtient l'investiture du Parlement dès le premier tour de scrutin avec 58 voix favorables sur 109, 30 voix contre et 13 abstentions,. Nommé le lendemain, il annonce la composition de son gouvernement le 25 juillet.

### Évolution
Pressentie comme tête de liste aux élections municipales du 28 mai 2023 à Grenade, la conseillère à l'Équipement Marifrán Carazo est formellement investie par le Parti populaire en janvier 2023. Le 3 avril suivant, Juan Manuel Moreno annonce qu'elle sera remplacée par la directrice générale du patronage de Alhambra Rocío Díaz Jiménez, qui prête serment et entre en fonction le lendemain.
Le Parti populaire investit au début du mois de mai 2024 la conseillère à l'Agriculture Carmen Crespo comme candidate sur sa liste pour les élections européennes du 9 juin. Elle démissionne dès le lendemain et ses fonctions sont reprises à titre temporaire par le conseiller à l'Environnement Ramón Fernández-Pacheco en attendant de procéder à un remaniement plus large en juillet.
Le 29 juillet, Juan Manuel Moreno orchestre effectivement un remaniement gouvernemental qui affecte la moitié de son exécutif et voit la création du département de la Culture et des Sports, séparé du département du Tourisme. La conseillère à la Santé Catalina García, très critiquée, devient conseillère à l'Environnement. Elle remplace Ramón Fernández-Pacheco, qui devient conseiller à l'Agriculture de plein exercice et abandonne ses fonctions de porte-parole au profit de la conseillère aux Finances Carolina España. Il nomme conseillère à la Santé Rocío Hernández Soto, médecin de profession et issue de la haute administration du système de santé. La conseillère au Développement éducatif Patricia del Pozo, remplacée par l'inspectrice de l'Éducation et ancienne vice-conseillère Carmen Castillo, devient la nouvelle conseillère à la Culture alors qu'Arturo Bernal conserve le poste de conseiller au Tourisme avec des compétences élargies aux questions internationales.

## Composition

### Initiale (26 juillet 2022)
- Par rapport au gouvernement Moreno I, les nouveaux conseillers sont indiqués en gras, les conseillers ayant changé d'attributions sont indiqués en italique.

| Fonction | Nom | Nom                                                                                             | Parti |
| --- | --- | ----------------------------------------------------------------------------------------------- | ----- |
| Président de la Junte |     | Juan Manuel Moreno Bonilla                                                                      | PP    |
| Conseiller à la Présidence, à l'Intérieur, au Dialogue social et à la Simplification administrative                                                                        |     | Antonio Sanz Cabello                                                                            | PP    |
| Conseillère à l'Économie, aux Finances et aux Fonds européens |     | Carolina España Reina                                                                           | PP    |
| Conseillère au Développement éducatif et à la Formation professionnelle |     | Patricia del Pozo Fernández                                                                     | PP    |
| Conseillère à l'Emploi, aux Entreprises et aux Travailleurs indépendants                                                                                                   |     | Rocío Blanco Eguren                                                                             | Sans  |
| Conseillère à la Santé et à la Consommation |     | Catalina Montserrat García Carrasco                                                             | PP    |
| Conseillère à l'Agriculture, à l'Eau et au Développement rural Conseillère à l'Agriculture, à la Pêche, à l'Eau et au Développement rural (08/08/2022)                     |     | María Carmen Crespo Díaz (jusqu'au 03/05/2024) Ramón Fernández-Pacheco Monterreal (par intérim) | PP    |
| Conseiller à l'Enseignement supérieur, à la Recherche et à l'Innovation |     | José Carlos Gómez Villamandos                                                                   | Sans  |
| Conseiller au Tourisme, à la Culture et aux Sports |     | Carlos Arturo Bernal Bergua                                                                     | Sans  |
| Conseillère à l'Équipement, à l'Articulation du territoire et au Logement                                                                                                  |     | María Francisca Carazo Villalonga Rocío Díaz Jiménez (04/04/2023)                               | PP    |
| Conseillère à l'Intégration sociale, à la Jeunesse, aux Familles et à l'Égalité Conseillère à l'Inclusion sociale, à la Jeunesse, aux Familles et à l'Égalité (08/08/2022) |     | María Dolores López Gabarro                                                                     | PP    |
| Conseiller à la Durabilité, à l'Environnement et à l'Économie bleue Porte-parole (30/09/2022)                                                                              |     | Ramón Fernández-Pacheco Monterreal                                                              | PP    |
| Conseiller à la Politique industrielle et à l'Énergie Conseiller à l'Industrie, à l'Énergie et aux Mines (11/04/2023)                                                      |     | Jorge Paradela Gutiérrez                                                                        | Sans  |
| Conseiller à la Justice, à l'Administration locale et à la Fonction publique                                                                                               |     | José Antonio Nieto Ballesteros                                                                  | PP    |

### Remaniement du 30 juillet 2024
- Par rapport à la composition précédente, les nouveaux conseillers sont indiqués en gras, les conseillers ayant changé d'attributions sont indiqués en italique.

| Fonction                                                                                            | Nom | Nom                                 | Parti |
| --------------------------------------------------------------------------------------------------- | --- | ----------------------------------- | ----- |
| Président de la Junte                                                                               |     | Juan Manuel Moreno Bonilla          | PP    |
| Conseiller à la Présidence, à l'Intérieur, au Dialogue social et à la Simplification administrative |     | Antonio Sanz Cabello                | PP    |
| Conseillère à l'Économie, aux Finances et aux Fonds européens Porte-parole                          |     | Carolina España Reina               | PP    |
| Conseillère au Développement éducatif et à la Formation professionnelle                             |     | Carmen Castillo Mena                | Sans  |
| Conseiller à l'Agriculture, à la Pêche, à l'Eau et au Développement rural                           |     | Ramón Fernández-Pacheco Monterreal  | PP    |
| Conseillère à la Santé et à la Consommation                                                         |     | Rocío Hernández Soto                | Sans  |
| Conseillère à l'Emploi, aux Entreprises et aux Travailleurs indépendants                            |     | Rocío Blanco Eguren                 | Sans  |
| Conseiller à l'Enseignement supérieur, à la Recherche et à l'Innovation                             |     | José Carlos Gómez Villamandos       | Sans  |
| Conseiller au Tourisme et à l'Andalousie extérieure                                                 |     | Carlos Arturo Bernal Bergua         | Sans  |
| Conseillère à l'Équipement, à l'Articulation du territoire et au Logement                           |     | Rocío Díaz Jiménez                  | PP    |
| Conseillère à l'Inclusion sociale, à la Jeunesse, aux Familles et à l'Égalité                       |     | María Dolores López Gabarro         | PP    |
| Conseillère à la Culture et aux Sports                                                              |     | Patricia del Pozo Fernández         | PP    |
| Conseillère à la Durabilité et à l'Environnement                                                    |     | Catalina Montserrat García Carrasco | PP    |
| Conseiller à l'Industrie, à l'Énergie et aux Mines                                                  |     | Jorge Paradela Gutiérrez            | Sans  |
| Conseiller à la Justice, à l'Administration locale et à la Fonction publique                        |     | José Antonio Nieto Ballesteros      | PP    |